# 導入のマジック
「LIVEの方法2 導入のマジック」（LIVEのほうほう2 どうにゅう - ）は、平沢進（核P-MODEL）の3枚目となるライブ・アルバム。平沢進のライブ・アルバムとしては「PHONON2550 LIVE」より6年振りのライブ・アルバムとなり、平沢進の自主レーベル「ケイオスユニオン/TESLAKITE」より2014年5月21日に発売された。。

## 解説
平沢進と核P-MODELが合体した異例のライブCDで 、1994年にかつて平沢進がリーダーを務めていたテクノポップバンドP-MODELから発売された「LIVEの方法」シリーズの続編。
2002～2014年に行われたライブの出囃子とオープニングナンバー、及び未公開の出囃子を収録している。前作LIVEの方法と同様、ステージに立つ演者の聴く音を意識した音圧の高いミックスが施されているが、今作ではライブの雰囲気も再現してるために歓声も入っている。
本作で初公開となった『Big Brother』『庭師KING』は、同年11月のライブ「Hybrid Phonon」全日で演奏された。ただし同ライブのオープニングナンバーはアンチ・ビストロンで出囃子も新作が使用された。

## 収録曲
1. 崇めよ我はTVなり（パラレル・コザック Ver）
無料配信曲。
2014年の核P-MODELのライブ「パラレル・コザック」全日で使用された。
2. 嵐の海（PHONON2550 Ver）
2007年のソロライブ「PHONON2550」1日目で使用された。
3. Big Brother（パラレル・コザック Ver 仮想ライブ）
未公開出囃子に2014年の核P-MODELのライブ「パラレル・コザック」の音源を加えたもの。
4. Solid Air（PHONON2553 Ver）
2010年のソロライブ「PHONON2553」全日で使用された。
出囃子部分は「ASHURA CLOCK」（突弦変異収録）に流用された。
5. 庭師KING(PHONON2555 Ver 仮想ライブ）
未公開出囃子に2013年のソロライブ「PHONON2555」の音源を加えたもの。
6. 二重展望3.4（トーキョー・ビストロン Ver）
2004年の核P-MODELのライブ「トーキョー・ビストロン」4日目で使用された。
7. ソーラ・レイ2（Solar Live Ver）
2002年のソロライブ「Live Solar Ray」1日目で使用された。
出囃子部分は「ハンターを称える音声ファイル」に流用された。
8. Sim City（ノモノスとイミューム Ver）
2013年のインタラクティヴ・ライブ「ノモノスとイミューム」全日で使用された。
ライブ冒頭の平沢とサンミア（演:折茂昌美）のナレーションも収録されているが、映像無しで耐えうるようにと簡略化されている。
原曲で使用したMiburiは同ライブでは使用されず、間奏はギターソロが入っている。

## 参加ミュージシャン
- 平沢進 - ヴォーカル
- PEVO1号 - ギター、シンセサイザー（トラック1）、ギター（トラック3）
- 折茂昌美 - ナレーション（トラック8）